# Athen-West (Regionalbezirk)
Der Regionalbezirk Athen-West (griechisch Περιφερειακή Ενότητα Δυτικού Τομέα Αθηνών Periferiakí Enótita Dytikoúu Toméa Athinón) ist einer von acht Regionalbezirken der griechischen Region Attika. Er wurde anlässlich der Verwaltungsreform 2010 aus einigen westlichen Vorstadtgemeinden Athens im Präfekturbezirk Athen gebildet. Proportional zu seinen 478.883  Einwohnern entsendet das Gebiet elf Abgeordnete in den attischen Regionalrat, hat aber keine weitere politische Bedeutung als Gebietskörperschaft. Es gliedert sich heute in die Gemeinden Agia Varvara, Agii Anargyri-Kamatero, Chaidari, Egaleo, Ilio, Peristeri und Petroupoli.